# Осада Мариенбурга (1410)
Осада Мариенбурга — одно из сражений во время польско-литовско-тевтонской войны 1409—1411 годов (известной как Великая война). Осаде, длившейся с 26 июля по 19 сентября 1410 года, предшествовала Грюнвальдская битва, в которой польско-литовские войска нанесли сокрушительное поражение войскам Тевтонского ордена. Возможное взятие Мариенбурга, столицы ордена, могло бы положить конец существованию тевтонского государства.
Польско-литовские войска возглавляли король Польский Владислав II Ягелло (Ягайло) и великий князь Литовский Витовт, а непосредственное руководство осадой осуществляли два польских дворянина: Якуб из Кобылян и Добеслав Олесницкий. Обороной Мариенбурга руководил комтур города Свеце Генрих фон Плауэн.
Успешные действия фон Плауэна по организации обороны города и поиску союзников, а также необъяснимое промедление со стороны польско-литовских войск, последовавший между ними разлад и вспышка дизентерии привели к тому, что король Ягайло снял осаду. Генрих фон Плауэн был провозглашен «спасителем Тевтонского ордена» и впоследствии избран великим магистром.

## Предшествующие события
6 августа 1409 года Тевтонский орден объявил Польше и Литве войну. Это был приграничный конфликт за земли Жемайтии, Добжиньскую землю и Данциг. Уже осенью из-за нерешительных действий обеих сторон конфликта было заключено временное перемирие. Зимой и орден, и поляки с литовцами стали готовиться к возобновлению войны, собирая войска. 24 июня 1410 года истек срок перемирия.

Ян Матейко. «Грюнвальдская битва», 1878

В июле началось польско-литовское завоевание Пруссии, были заняты несколько важных пунктов. 15 июля 1410 года между Танненбергом, Грюнвальдом и Людвигсдорфом (ныне — польские села Стембарк, Грунвальд и Лодвигово) состоялась самая знаменитая битва Великой войны и одна из самых известных битв в истории средневековой Европы — Грюнвальдская битва, в ходе которой объединённые польско-литовские силы (при поддержке молдавских и золотоордынских войск) разгромили тевтонцев, их вассалов и наемников. В битве пали 11 комтуров и 205 (из 270) братьев-рыцарей. Погиб и сам великий магистр Ульрих фон Юнгинген, а общая численность орденских потерь составила 8 тыс. человек. Таким образом, орден потерял почти все свое руководство и практически утратил способность дальше вести войну.
Спустя 3 дня после битвы польско-литовские войска двинулись на тевтонскую столицу — Мариенбург. Они не встречали сопротивления по пути и принимали присягу от орденских гарнизонов, которые потеряли веру в победу. Таким образом под польскую власть перешли Хохенштейн, Остероде и Кристбург. Однако двигались войска очень медленно по меркам того времени — со скоростью около 15 км в день. Польский историк Павел Ясеница предполагал, что король Ягайло медлил умышленно — он понимал, что взятие Мариенбурга положит конец Тевтонскому ордену, а это серьёзно нарушит баланс сил между Польшей и Литвой. Источниками данное мнение не подтверждается и не опровергается. Необъяснимое промедление польско-литовских войск стало объектом различных гипотез и спекуляций и было подвергнуто критике современными историками как одна из величайших тактических ошибок в польско-литовской истории.
Промедлением польско-литовских войск воспользовался комтур Свеце Генрих фон Плауэн, который не участвовал в Грюнвальдской битве, а находился в своей резиденции с отрядом из 3 тыс. воинов. Узнав о поражении ордена под Грюнвальдом, он (то ли по своей инициативе, то ли по некоему предсмертному приказу магистра Ульриха фон Юнгингена) направился в Мариенбург и занялся обороной города. 19 июля в Мариенбург были доставлены тела великого магистра фон Юнгингена, великого комтура Куно фон Лихтенштейна и маршала Фридриха фон Валленрода.
25 июля 1410 года Генрих фон Плауэн распорядился сжечь внешний город, располагавшийся под стенами замка Мариенбург, чтобы расчистить поле боя и лишить потенциальных укрытий войска противников.

## Осада
На момент начала осады Мариенбург располагал гарнизоном, который насчитывал ок. 5 тыс. человек. Основу сил обороны составлял 3-тысячный отряд, прибывший из Свеце с фон Плауэном, также город защищали около 1400 выживших на поле Грюнвальда, небольшой отряд (50 человек) во главе с братом-рыцарем Иоганном Техвичем и 400 «корабельных детей» — матросов из Данцига, которых привел двоюродный брат Генриха фон Плауэна.
Польско-литовские силы прибыли 26 июля 1410 года, начав осаду. В их распоряжении было около 26 тысяч человек: ок. 15 тыс. поляков, 11 тыс. литовцев и небольшой (800 чел.) молдавский отряд. Непосредственное руководство осадой было возложено на двух польских дворян — Якуба из Кобылян и Добеслава Олесницкого. Для осады было создано три лагеря: польский находился в районе Виленберга (ныне — район Мальборка Вильбарк), литовский разместился на дороге, ведущей из Мариенбурга в Эльблонг, а татарский — на лугах у реки Ногат (рукав Вислы). Водой осаждающих обеспечивал канал Мальборска Млынувка, а еда была захвачена в Жулавах. Ягайло также послал войска для захвата других орденских замков: к концу осады лишь восемь тевтонских замков не были захвачены.
В первый день произошло несколько стычек осаждающих войск с тевтонской конницей на подступах к городу. К вечеру польско-литовские силы захватили городские стены Мариенбурга, вынудив защитников отойти непосредственно к замку. Как свидетельствует Длугош, полководцы Якуб из Кобылян и Добеслав Олесницкий первыми ворвались в город и теснили противника до костела св. Иоанна Крестителя. Он также пишет, что полководцы хотели продолжить атаку через пролом в замковой стене, которую защитники не успели заделать, но король Ягайло не позволил им этого — по словам Длугоша, в тот момент польско-литовские силы потеряли шанс захватить замок, так как тевтонцы заделали проем в стене и сожгли мост через Ногат.
Осаждающие расставили пушки: основная часть орудий была расположена на другом берегу Ногата, а также у сожженного моста и с восточной стороны (в настоящее время этот участок Мальборка называется набережной фон Плауэна). Часть орудий была размещена севернее и южнее замка, что позволяло обстреливать его со всех сторон. По разным данным у польско-литовских войск было 30 (по данным Тадеуша М. Новака), 60 (по данным С. М. Кучинского) или 75 (по данным М. Хафтки) пушек. Защитники города периодически пытались атаковать вражеские орудия — во время одной из вылазок через несколько дней после начала осады тевтонцы вступили в бой с отрядами Добеслава Олесницкого, Кмита из Вишнича и Грифича, которые охраняли пушки. Поляки отбили атаку тевтонцев и стали теснить к замку, но защитники города разрушили часть стены, завалив камнями 20 польских дворян, одновременно отстреливаясь.
Вскоре стало понятно, что осада затянется, и к этому польско-литовские войска не были готовы. Польские дворяне были уверены, что город падет очень быстро, планируя вернуться к осени в свои имения для сбора урожая. Польский король Ягайло был настолько уверен в своей победе, что даже не препятствовал общению тевтонцев со своими союзниками. Генрих фон Плауэн активно этим пользовался: он начал собирать наемников в Германии, Венгрии и Чехии. Прочтение Генрихом фон Плауэном письма от короля Германии Сигизмунда I Люксембурга с обещанием прислать помощь сопровождалось звуком фанфар. Как только закончился срок перемирия между Великим княжеством Литовским и Ливонским ландмейстерством Тевтонского ордена, ливонцы отправили отряд в 500 человек на помощь Мариенбургу. Когда королю Ягайло предложили подкупить наемников в Мариенбурге, это предложение было отвергнуто как «недостойное рыцарской чести».
В начале августа защитники Мариенбурга совершили успешную вылазку, воспользовавшись потерей бдительности велюньского отряда. В результате было повреждено несколько пушек, командир польских копейщиков попал в плен, а вместе с ним ещё 5 человек (судя по источникам — чешских наемников). Особо успешными в таких вылазках были данцигские «корабельные дети», о которых тевтонский хронист писал так: «требовалось множество сил и мужества, чтобы заставить их вернуться в замок, когда они совершали походы».
В начале сентября к Мариенбургу подошел ливонский отряд во главе с маршалом Германом Винке, против которого вышли литовские войска Витовта. Они встретились 9 сентября на реке Пассарге возле Пройссиш-Холланда. Итогом переговоров стал уход ливонцев в замки Бальга и Бранденбург, а также заключение перемирия до 22 сентября. После этого Герман Винке согласился стать переговорщиком, сперва прибыв в польский лагерь, а затем отправившись к фон Плауэну, но тот отказался сдаваться. Вместе с Винке Мариенбург также покинул данцигский маршал, который по приказу фон Плауэна тайно вывез 30 тысяч золотых монет для найма бойцов в Венгрии, Силезии и Германии.
Упорное сопротивление мариенбургского гарнизона сильно било по боевому духу поляков. Многие польские дворяне потеряли интерес к затяжной осаде и стремились как можно скорее уехать. Наемники требовали жалования. Участилось дезертирство. Еда, которой раньше было в избытке, подходила к концу. Такая же ситуация была и со снарядами для пушек. Кроме того, в польско-литовском лагере вспыхнула дизентерия. Также имели место разногласия между поляками и литовцами.
8 (или 11) сентября 1410 года Витовт приказал литовским войскам отступать. Формальным поводом к этому стала дизентерия у литовцев. Следом за ним лагерь покинул и Земовит IV Плоцкий, князь Мазовецкий и вассал Ягайло. Многие польские дворяне, видя отступление союзных войск, также стали уезжать. На фоне происходящего Ягайло получил известие о вторжении войск Сигизмунда I Люксембурга, союзника Тевтонского ордена, в южную Польшу.
19 сентября 1410 года Ягайло снял осаду. Как позже, уже в декабре 1410 года, заявил Генрих фон Плауэн, на момент снятия осады продуктов в замке оставалось на 15 дней, а многие защитники также страдали дизентерией. Однако, несмотря на это обстоятельство и серьёзные повреждения замка от обстрелов, Мариенбург выстоял.

## Последствия
В краткосрочной перспективе неудача польско-литовских сил под Мариенбургом сохранила государственность Тевтонского ордена и спасла его от полного уничтожения.
Генрих фон Плауэн, ставший героем и провозглашенный «спасителем Тевтонского ордена», в ноябре 1410 года был избран новым великим магистром ордена. Его войска после отступления поляков начали их преследовать, вернув контроль над большинством тевтонских замков, ранее захваченных польско-литовскими войсками. Да, о какой-либо победе или переломе в войне речь не шла, однако тевтонцам удалось сохранить территорию Пруссии. 10 октября 1410 года Ягайло нанес тевтонцам поражение в битве под Короновым, однако к тому моменту обе стороны уже были истощены, поэтому начались мирные переговоры. 1 февраля 1411 года был подписан Первый Торуньский мир, по которому поляки обязались вернуть ордену все тевтонские города в Пруссии, но орден признавал за Литвой Жемайтию (которая перешла князю Витовту в пожизненное пользование), а также вынужден был выплатить 100 тысяч копеек пражских (чешских) грошей контрибуции.
В долгосрочной перспективе Грюнвальдская битва показала слабость и несостоятельность Тевтонского ордена, полностью подорвала его авторитет. Прекращение существования ордена как самостоятельной политической единицы стало вопросом времени. После очередной осады Мариенбурга во время Тринадцатилетней войны в 1454 году великий магистр Людвиг фон Эрлихсхаузен был вынужден заложить замок наемникам, которым не мог заплатит из-за колоссальных финансовых трудностей. В 1457 году командир чешских наемников на службе крестоносцев Ульрих Червонка продал замок польскому королю Казимиру IV Ягеллончику за 190 тысяч флоринов. Таким образом, через 47 лет после осады замок все же оказался в руках поляков и более в состав Тевтонского ордена не входил.
| Панорама замка Мариенбург                                      |
| Панорама замка Мариенбург с северо-западного берега реки Ногат |